# Адміністративний устрій Козелецького району
Адміністративний устрій Козелецького району — адміністративно-територіальний поділ Козелецького району Чернігівської області на 2 селищні громади, 1 сільську громаду, 1 міську громаду та 14 сільських рад, які об'єднують 111 населених пунктів та підпорядковані Козелецькій районній раді. Адміністративний центр — смт Козелець.

## Список громад Козелецького району
| № | Назва                       | Центр        | Населені пункти | Площа км² | Місце за площею | Населення (2015), осіб | Місце за населенням |
| - | --------------------------- | ------------ | --- | --------- | --------------- | ---------------------- | ------------------- |
| 1 | Кіптівська сільська громада | с. Кіпті     | с. Борсуків с. Вовчок с. Гайове с. Димерка с. Кіпті с. Новий Шлях с. Олбин с. Підлісне с. Прогрес с. Розівка с. Савинка с. Самійлівка |           |                 | 5558                   |                     |
| 2 | Деснянська селищна громада  | смт Десна    | с. Бір с. Виповзів смт Десна c. Карпилівка с. Короп'є с. Косачівка с. Лошакова Гута с. Лутава с. Морівськ с. Отрохи с. Рудня с. Сорокошичі с. Тужар |           |                 | 10715                  |                     |
| 3 | Козелецька селищна громада  | смт Козелець | c. Берлози c. Білейки с. Блудше c. Бобруйки с. Боярівка c. Бригинці с. Будище c. Булахів с. Гладке с. Гламазди с. Горбачі c. Данівка с-ще Калитянське с. Карасинівка смт Козелець с. Корніїв с. Кривицьке с. Курганське c. Лемеші c. Лихолітки с. Мирне с. Нова Гребля с. Новики c. Озерне c. Омелянів с. Опеньки c. Патюти c. Пилятин с. Пізнє с. Пісоцьке с. Привітне с. Пушкарі с. Риків с. Сивухи c. Скрипчин c. Ставиське с. Тарасів с. Часнівці с. Шами с. Шапіхи с. Шолойки с. Шуляки |           |                 | 20599                  |                     |
| 4 | Остерська міська громада    | м. Остер     | с. Беремицьке c. Білики c. Бірки с. Дешки с. Жилин Млинок с. Жуківщина с. Крені с. Любечанинів с. Набільське м. Остер с. Поліське с. Романьки с. Самсони с. Туманська Гута |           |                 | 9036                   |                     |

## Список радКозелецького району
| №  | Назва                         | Центр           | Населені пункти                                                            | Площа км² | Місце за площею | Населення (2001), чол. | Місце за населенням | Розташування |
| -- | ----------------------------- | --------------- | -------------------------------------------------------------------------- | --------- | --------------- | ---------------------- | ------------------- | ------------ |
| 1  | Євминська сільська рада       | c. Євминка      | c. Євминка                                                                 |           |                 |                        |                     |              |
| 2  | Красилівська сільська рада    | c. Красилівка   | c. Красилівка с. Шпаків                                                    |           |                 |                        |                     |              |
| 3  | Крехаївська сільська рада     | c. Крехаїв      | c. Крехаїв                                                                 |           |                 |                        |                     |              |
| 4  | Максимівська сільська рада    | c. Максим       | c. Максим с. Лебедівка с. Соколівка                                        |           |                 |                        |                     |              |
| 5  | Надинівська сільська рада     | c. Надинівка    | c. Надинівка с. Копачів                                                    |           |                 |                        |                     |              |
| 6  | Нічогівська сільська рада     | c. Нічогівка    | c. Нічогівка                                                               |           |                 |                        |                     |              |
| 7  | Одинцівська сільська рада     | c. Одинці       | c. Одинці с. Бабарики с. Волевачі с. Кошани                                |           |                 |                        |                     |              |
| 8  | Олексіївщинська сільська рада | c. Олексіївщина | c. Олексіївщина с. Гарбузин с. Єрків с. Жеребецьке с. Закревське с. Тополі |           |                 |                        |                     |              |
| 9  | Пархимівська сільська рада    | c. Пархимів     | c. Пархимів с. Котів                                                       |           |                 |                        |                     |              |
| 10 | Петрівська сільська рада      | c. Мостище      | c. Мостище                                                                 |           |                 |                        |                     |              |
| 11 | Савинська сільська рада       | c. Савин        | c. Савин                                                                   |           |                 |                        |                     |              |
| 12 | Сираївська сільська рада      | c. Сираї        | c. Сираї с. Карпоки с. Сокирин                                             |           |                 |                        |                     |              |
| 13 | Хрещатенська сільська рада    | c. Хрещате      | c. Хрещате с. Гальчин                                                      |           |                 |                        |                     |              |
| 14 | Чемерська сільська рада       | c. Чемер        | c. Чемер                                                                   |           |                 |                        |                     |              |

* Примітки: м. — місто, с-ще — селище, смт — селище міського типу, с. — село

## Список радКозелецького району(до 2015 року)
| №  | Назва                         | Центр           | Населені пункти                                                             | Площа км² | Місце за площею | Населення (2001), чол. | Місце за населенням | Розташування |
| -- | ----------------------------- | --------------- | --------------------------------------------------------------------------- | --------- | --------------- | ---------------------- | ------------------- | ------------ |
| 1  | Остерська міська рада         | м. Остер        | м. Остер с. Беремицьке с. Любечанинів с. Поліське                           |           |                 |                        |                     |              |
| 2  | Деснянська селищна рада       | смт Десна       | смт Десна                                                                   |           |                 |                        |                     |              |
| 3  | Козелецька селищна рада       | смт Козелець    | смт Козелець                                                                |           |                 |                        |                     |              |
| 4  | Берлозівська сільська рада    | c. Берлози      | c. Берлози с. Гламазди с. Сивухи с. Часнівці                                |           |                 |                        |                     |              |
| 5  | Білейківська сільська рада    | c. Білейки      | c. Білейки с. Кривицьке с. Новики с. Опеньки с. Тарасів с. Шами             |           |                 |                        |                     |              |
| 6  | Біликівська сільська рада     | c. Білики       | c. Білики с. Жилин Млинок с. Набільське с. Туманська Гута                   |           |                 |                        |                     |              |
| 7  | Бірківська сільська рада      | c. Бірки        | c. Бірки с. Дешки с. Жуківщина с. Крені с. Романьки с. Самсони              |           |                 |                        |                     |              |
| 8  | Бобруйківська сільська рада   | c. Бобруйки     | c. Бобруйки                                                                 |           |                 |                        |                     |              |
| 9  | Бригинцівська сільська рада   | c. Бригинці     | c. Бригинці с. Карасинівка с. Корніїв с. Мирне с. Пізнє с. Риків            |           |                 |                        |                     |              |
| 10 | Булахівська сільська рада     | c. Булахів      | c. Булахів                                                                  |           |                 |                        |                     |              |
| 11 | Вовчківська сільська рада     | c. Вовчок       | c. Вовчок                                                                   |           |                 |                        |                     |              |
| 12 | Данівська сільська рада       | c. Данівка      | c. Данівка с. Курганське                                                    |           |                 |                        |                     |              |
| 13 | Євминська сільська рада       | c. Євминка      | c. Євминка                                                                  |           |                 |                        |                     |              |
| 14 | Карпилівська сільська рада    | c. Карпилівка   | c. Карпилівка с. Виповзів с. Лутава                                         |           |                 |                        |                     |              |
| 15 | Кіптівська сільська рада      | c. Кіпті        | c. Кіпті                                                                    |           |                 |                        |                     |              |
| 16 | Короп'ївська сільська рада    | c. Короп'є      | c. Короп'є                                                                  |           |                 |                        |                     |              |
| 17 | Косачівська сільська рада     | c. Косачівка    | c. Косачівка с. Бір с. Лошакова Гута с. Сорокошичі с. Тужар                 |           |                 |                        |                     |              |
| 18 | Красилівська сільська рада    | c. Красилівка   | c. Красилівка с. Шпаків                                                     |           |                 |                        |                     |              |
| 19 | Крехаївська сільська рада     | c. Крехаїв      | c. Крехаїв                                                                  |           |                 |                        |                     |              |
| 20 | Лемешівська сільська рада     | c. Лемеші       | c. Лемеші с. Боярівка с. Горбачі с. Пісоцьке с. Шапіхи с. Шолойки с. Шуляки |           |                 |                        |                     |              |
| 21 | Лихолітська сільська рада     | c. Лихолітки    | c. Лихолітки                                                                |           |                 |                        |                     |              |
| 22 | Максимівська сільська рада    | c. Максим       | c. Максим с. Лебедівка с. Соколівка                                         |           |                 |                        |                     |              |
| 23 | Морівська сільська рада       | c. Морівськ     | c. Морівськ с. Отрохи с. Рудня                                              |           |                 |                        |                     |              |
| 24 | Надинівська сільська рада     | c. Надинівка    | c. Надинівка с. Копачів                                                     |           |                 |                        |                     |              |
| 25 | Нічогівська сільська рада     | c. Нічогівка    | c. Нічогівка                                                                |           |                 |                        |                     |              |
| 26 | Новошляхівська сільська рада  | c. Новий Шлях   | c. Новий Шлях с. Розівка                                                    |           |                 |                        |                     |              |
| 27 | Одинцівська сільська рада     | c. Одинці       | c. Одинці с. Бабарики с. Волевачі с. Кошани                                 |           |                 |                        |                     |              |
| 28 | Озерненська сільська рада     | c. Озерне       | c. Озерне                                                                   |           |                 |                        |                     |              |
| 29 | Олбинська сільська рада       | c. Олбин        | c. Олбин с. Борсуків с. Димерка с. Савинка с. Самійлівка                    |           |                 |                        |                     |              |
| 30 | Олексіївщинська сільська рада | c. Олексіївщина | c. Олексіївщина с. Гарбузин с. Єрків с. Жеребецьке с. Закревське с. Тополі  |           |                 |                        |                     |              |
| 31 | Омелянівська сільська рада    | c. Омелянів     | c. Омелянів с-ще Калитянське с. Привітне                                    |           |                 |                        |                     |              |
| 32 | Пархимівська сільська рада    | c. Пархимів     | c. Пархимів с. Котів                                                        |           |                 |                        |                     |              |
| 33 | Патютинська сільська рада     | c. Патюти       | c. Патюти с. Будище с. Гладке                                               |           |                 |                        |                     |              |
| 34 | Петрівська сільська рада      | c. Петрівське   | c. Петрівське                                                               |           |                 |                        |                     |              |
| 35 | Пилятинська сільська рада     | c. Пилятин      | c. Пилятин                                                                  |           |                 |                        |                     |              |
| 36 | Підлісненська сільська рада   | c. Підлісне     | c. Підлісне                                                                 |           |                 |                        |                     |              |
| 37 | Прогресівська сільська рада   | c-ще Прогрес    | c-ще Прогрес с. Гайове                                                      |           |                 |                        |                     |              |
| 38 | Савинська сільська рада       | c. Савин        | c. Савин                                                                    |           |                 |                        |                     |              |
| 39 | Сираївська сільська рада      | c. Сираї        | c. Сираї с. Карпоки с. Сокирин                                              |           |                 |                        |                     |              |
| 40 | Скрипчинська сільська рада    | c. Скрипчин     | c. Скрипчин с. Пушкарі                                                      |           |                 |                        |                     |              |
| 41 | Стависька сільська рада       | c. Ставиське    | c. Ставиське с. Блудше с. Нова Гребля                                       |           |                 |                        |                     |              |
| 42 | Хрещатенська сільська рада    | c. Хрещате      | c. Хрещате с. Гальчин                                                       |           |                 |                        |                     |              |
| 43 | Чемерська сільська рада       | c. Чемер        | c. Чемер                                                                    |           |                 |                        |                     |              |

* Примітки: м. — місто, с-ще — селище, смт — селище міського типу, с. — село